# Lius Pongoh
Lius Pongoh (Yakarta, 3 de diciembre de 1960) es un deportista indonesio que compitió en bádminton, en la modalidad individual. Ganó una medalla de bronce en el Campeonato Mundial de Bádminton de 1980.

## Palmarés internacional
| Campeonato Mundial | Campeonato Mundial  | Campeonato Mundial | Campeonato Mundial |
| Año                | Lugar               | Medalla            | Prueba             |
| ------------------ | ------------------- | ------------------ | ------------------ |
| 1980               | Yakarta (Indonesia) | Medalla de bronce  | Individual         |